# Francolinus adspersus
Francolinus adspersus là một loài chim trong họ Phasianidae.

## Hình ảnh

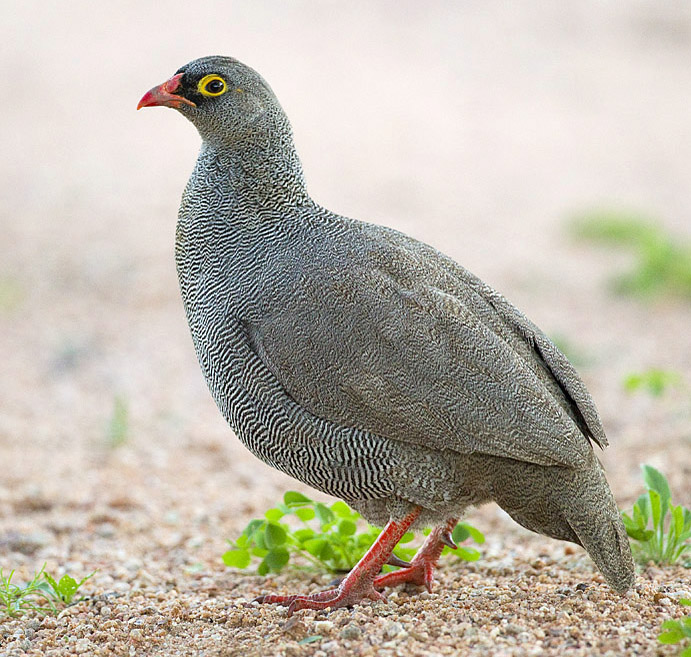
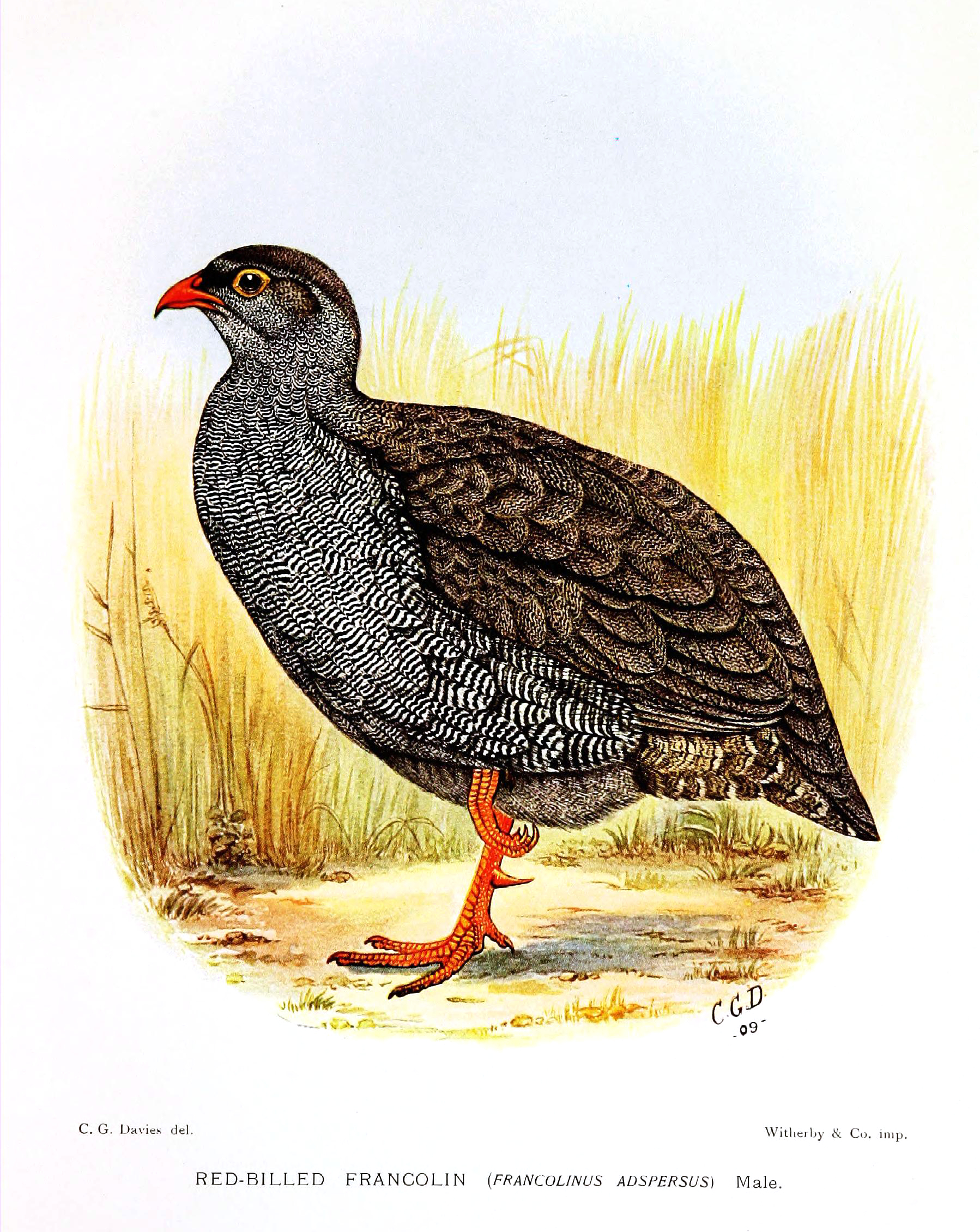
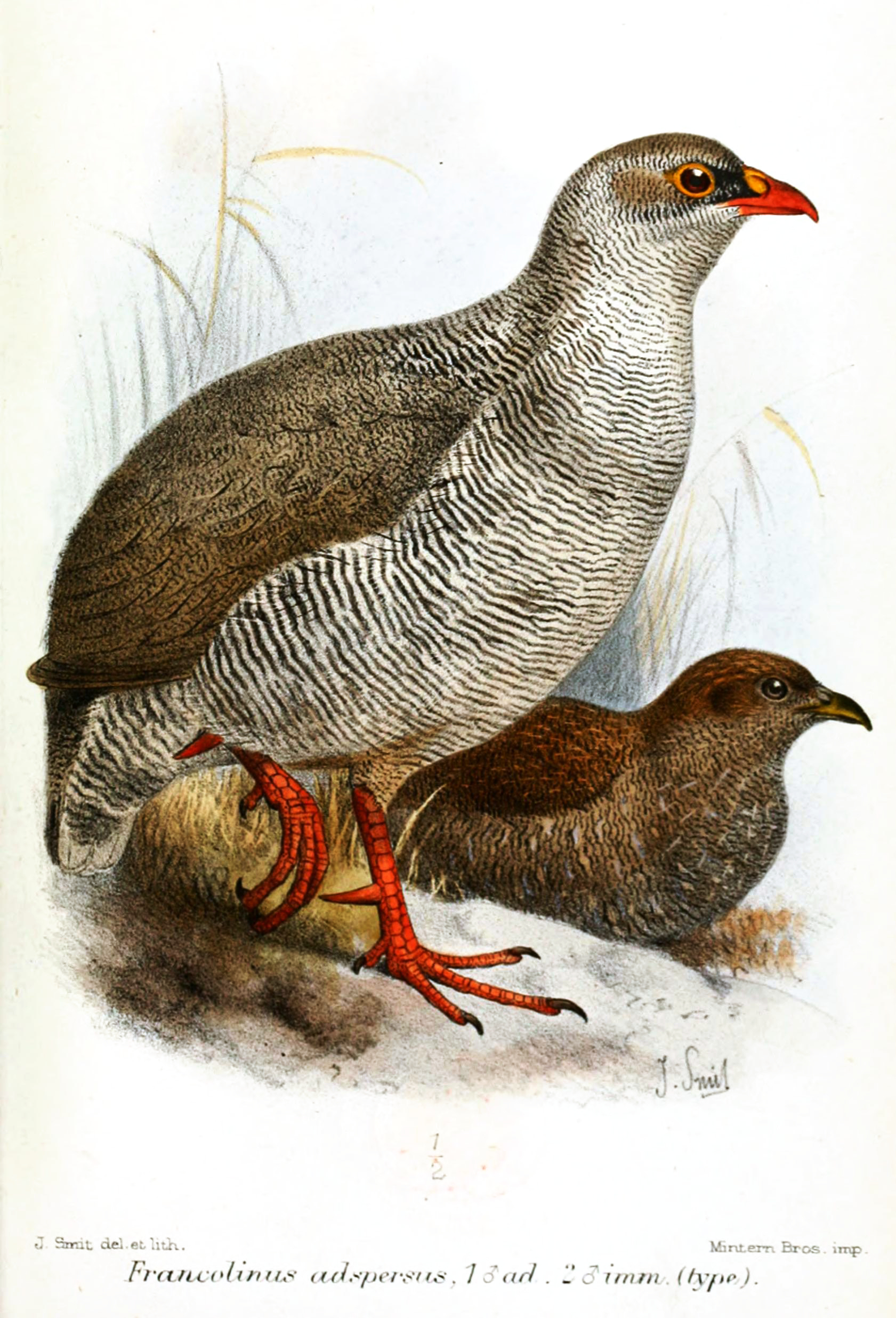